# Eugene Nalimov
Eugene Viktorovitsj Nalimov, Russisch Евгений Викторович Налимов, (Novosibirsk, 1965) is een programmeur, die bekendheid kreeg door zijn bijdragen aan het computerschaken. 
Namilov schreef in 1991 een schaakprogramma dat Russisch kampioen werd. Hij had geen tijd genoeg om hier verder aan te werken. 
Sinds 1997 werkt hij voor Microsoft waar hij zich bezighoudt met compilerbouw. In 1998 ontwikkelde hij een tablebase generator dat álle zes-stukken-eindspelen kan genereren. In vrije computertijd genereerde hij veel eindspelen, die op internet zijn te downloaden. Van ChessBase ontving hij in 2002 voor zijn werk een prijs op de ChessBase bijeenkomst in Maastricht.
Nalimov behaalde de titel master of Science aan de universiteit van Novosibirsk. Hij is een proefschrift gestart, maar heeft deze (nog) niet afgemaakt. 